# Necydalis major
Necydalis major es una especie de escarabajo longicornio del género Necydalis, tribu Necydalini, subfamilia Necydalinae. Fue descrita científicamente por Linné en 1758.

## Descripción
Mide 19-34 milímetros de longitud.

## Distribución
Se distribuye por Albania, Alemania, Austria, Bélgica, Bielorrusia, Bosnia y Herzegovina, Bulgaria, Cáucaso, China, Crimea, Croacia, Dinamarca, España, Estonia, Finlandia, Francia, Grecia, Hungría, Italia, Japón, Kazajistán, Letonia, Lituania, Luxemburgo, Moldavia, Mongolia, Noruega, Países Bajos, Polonia, Rumania, Rusia europea, Siberia, Eslovaquia, Suecia, Suiza, Chequia, Turquía, Ucrania y Yugoslavia.